# Tokyo Star
Albums de Miliyah Katō
Diamond Princess
(2007) Ring
(2009)
Compilations par Miliyah Katō
Best Destiny
(2008)
Singles
Tokyo Star est le 3e album de Miliyah Katō, sorti sous le label Mastersix Foundation le 2 avril 2008 au Japon. Il atteint la 4e place du classement de l'Oricon. Il se vend à 82 169 exemplaires la première semaine, et reste classé pendant 33 semaines, pour un total de 207 484 exemplaires vendus. 19 Memories est une reprise de Sweet 19 Blues de Namie Amuro.

## Liste des titres
| 1.  | Lalala feat. Wakadanna (ja) (Shonannokaze (ja))                                                                            | Miliyah, Wakadanna      | Miliyah, Wakadanna, Minmi                  | Minmi                    | 7:19 |
| 2.  | 19 Memories (La reprise de Namie Amuro Sweet 19 Blues)                                                                     | Tetsuya Komuro, Miliyah | Tetsuya Komuro, Miliyah                    | 3rd Productions          | 5:48 |
| 3.  | Better days -sweet love side- (La version Miliyah de la chanson de Dohzi-T Better days feat.Miliyah Kato and Roma Tanaka.) | Miliyah                 | Dohzi-T, Shingo.S, Miliyah                 | 3rd Productions          | 4:41 |
| 4.  | You Go Your Way | Miliyah                 | Miliyah                                    | Yanagiman                | 4:51 |
| 5.  | Kiss | Miliyah                 | Miliyah                                    | Tomokazu“T.O.M”Matsuzawa | 4:50 |
| 6.  | Love is... | Miliyah                 | Miliyah                                    | 3rd Productions          | 4:45 |
| 7.  | Saigo no I Love You | Miliyah                 | Miliyah                                    | 3rd Productions          | 4:33 |
| 8.  | Just Wanna Have Fun | Miliyah                 | Miliyah                                    | 3rd Productions          | 3:57 |
| 9.  | Tough | Miliyah                 | Miliyah                                    | JEFF                     | 3:24 |
| 10. | Young Lady | Miliyah                 | Miliyah                                    | The Company              | 5:11 |
| 11. | Sayonara | Miliyah                 | Miliyah                                    | 3rd Productions          | 4:20 |
| 12. | U gatta understand | Miliyah                 | Miliyah                                    | Tomokazu“T.O.M”Matsuzawa | 4:58 |
| 13. | Ai wa Kawarazu | Miliyah                 | Miliyah                                    | Cro-Magnon               | 5:38 |
| 14. | Futurechecka feat. SIMON, COMA-CHI & TARO SOUL                                                                             | Miliyah                 | Simon, Coma-Chi & Taro Soul, Maurice White | 3rd Productions          | 4:35 |
| 15. | Tokyo Star | Miliyah                 | Miliyah                                    | JEFF                     | 3:29 |

| 1. | Lalala -Short Movie Version- feat. Wakadanna (Shonannokaze) (vidéo-clip)       |  |
| 2. | Lalala -Miliyah's Premium Version- feat. Wakadanna (Shonannokaze) (vidéo-clip) |  |
| 3. | 19 Memories (vidéo-clip)                                                       |  |
| 4. | making of 19 Memories                                                          |  |